# Stiobia nana
The sculpin snail, danh pháp hai phần Stiobia nana, là một loài ốc nước ngọt cỡ nhỏ có nắp, là động vật thân mềm chân bụng sống dưới nước thuộc họ Hydrobiidae. Đây là loài đặc hữu của Hoa Kỳ.